# Hop Bottom
Hop Bottom és una població dels Estats Units a l'estat de Pennsilvània. Segons el cens del 2000 tenia 333 habitants.

## Demografia
Segons el cens del 2000, Hop Bottom tenia 333 habitants, 128 habitatges, i 93 famílies. La densitat de població era de 214,3 habitants per quilòmetre quadrat.
Dels 128 habitatges en un 34,4% hi vivien nens de menys de 18 anys, en un 56,3% hi vivien parelles casades, en un 10,2% dones solteres, i en un 27,3% no eren unitats familiars. En el 21,9% dels habitatges hi vivien persones soles el 9,4% de les quals corresponia a persones de 65 anys o més que vivien soles. El nombre mitjà de persones vivint en cada habitatge era de 2,6 i el nombre mitjà de persones que vivien en cada família era de 3,04.
Per edats la població es repartia de la següent manera: un 28,2% tenia menys de 18 anys, un 5,7% entre 18 i 24, un 29,1% entre 25 i 44, un 25,2% de 45 a 60 i un 11,7% 65 anys o més.
L'edat mediana era de 38 anys. Per cada 100 dones de 18 o més anys hi havia 88,2 homes.
La renda mediana per habitatge era de 32.656 $ i la renda mediana per família de 36.827 $. Els homes tenien una renda mediana de 31.250 $ mentre que les dones 13.750 $. La renda per capita de la població era de 17.208 $. Entorn del 10,5% de les famílies i el 17,6% de la població estaven per davall del llindar de pobresa.

## Poblacions més properes
El següent diagrama mostra les poblacions més properes.